# Cyathea stipitipinnula
Cyathea stipitipinnula är en ormbunkeart som beskrevs av Holtt. Cyathea stipitipinnula ingår i släktet Cyathea och familjen Cyatheaceae. Inga underarter finns listade.